# Morfeus
 Ikke at forveksle med Morpheus.
Morfeus var ifølge den romerske forfatter Ovid drømmenes gud i den tidligere græske mytologi. Morfeus-skikkelsen er formodentlig opstået i hellenistisk tid ca. 330 f.vt.
Morfeus var en blandt tusind sønner (hel stamme) af Hypnos, søvnens gud, og Nyx, nattens gudinde. Sammen med sine brødre, Phobetor og Phantasos, hersker han over drømmen. Morfeus blev valgt, fordi han var dygtig til at efterligne mennesker, ingen anden Drøm kan matche hans kunstfærdige menneskelige efterligninger. Ikke bare deres stemmer, gang, ansigter og deres sindstemninger, men han efterlignede også deres påklædning nøjagtig og deres hyppigste ordvalg. En anden, Phobetor, skaber dyr, fugle og krybende slanger, medens den tredje Phantasos imiterer de ydre rammer, som jord, klipper og vand.
Morfeus optræder første gang hos Ovid og er egentlig ikke gud for drømme, men en daimon. Han er oprindelig kun en skønlitterær skikkelse, der først bliver frenstillet som drømmegud i middelalderen. Ifølge Friedrich Nietzsche er drømme oprindeligt forbundet med guden Apollon.